# 尼泊爾奧林匹克委員會
尼泊爾奧林匹克委員會（Nepal Olympic Committee）是尼泊爾的國家奧林匹克委員會。該組織成立於1962年，是國際奧委會和亞洲奧林匹克理事會的成員。1964年，首次派員參加在日本東京舉行的夏季奧運會。
現時，尼泊爾奧林匹克委員會的總部設在巴格馬蒂專區，主席是Dhruba Bahadur Pradhan。

## 資料來源
1. ↑  .   [2014-02-12]. （原始内容存档于2016-08-09）.